# Chironephthya agassizii
Chironephthya agassizii is een zachte koraalsoort uit de familie Nidaliidae. De koraalsoort komt uit het geslacht Chironephthya. De wetenschappelijke naam van de soort werd in 1936 gepubliceerd door Elisabeth Deichmann.